# František Křižík

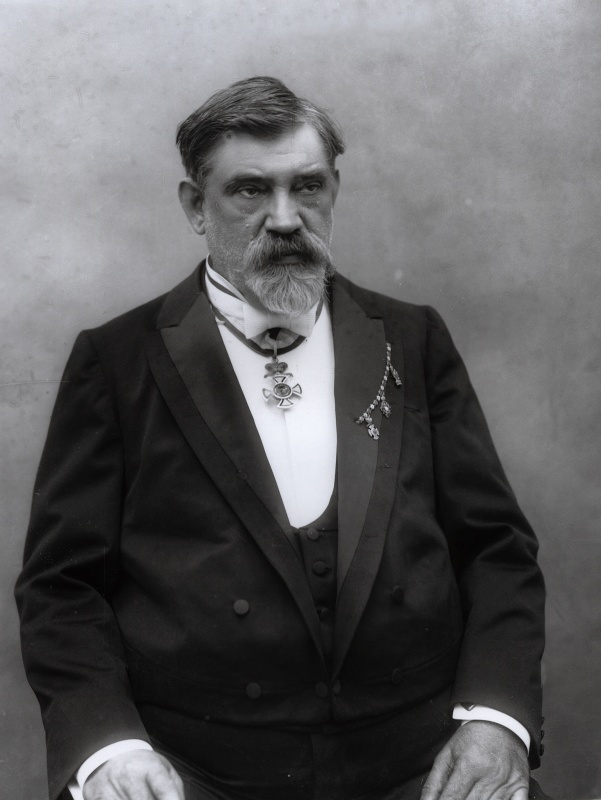
František Křižík

František Křižík (* 8. Juli 1847 in Plánice; † 22. Januar 1941 in Stádlec bei Tábor) war ein tschechischer Techniker, Industrieller und Erfinder. Seine größte Erfindung waren Verbesserungen der Kohlebogenlampe, wozu er sich eine automatische Regulierung patentieren ließ, sowie sein Beitrag zu Elektrifizierung Böhmens durch den Bau von Kraftwerken und die Einrichtung elektrischer Eisen- und Straßenbahnen. Von den Journalisten seiner Zeit wurde er oft als der „tschechische Edison“ gerühmt.

## Leben

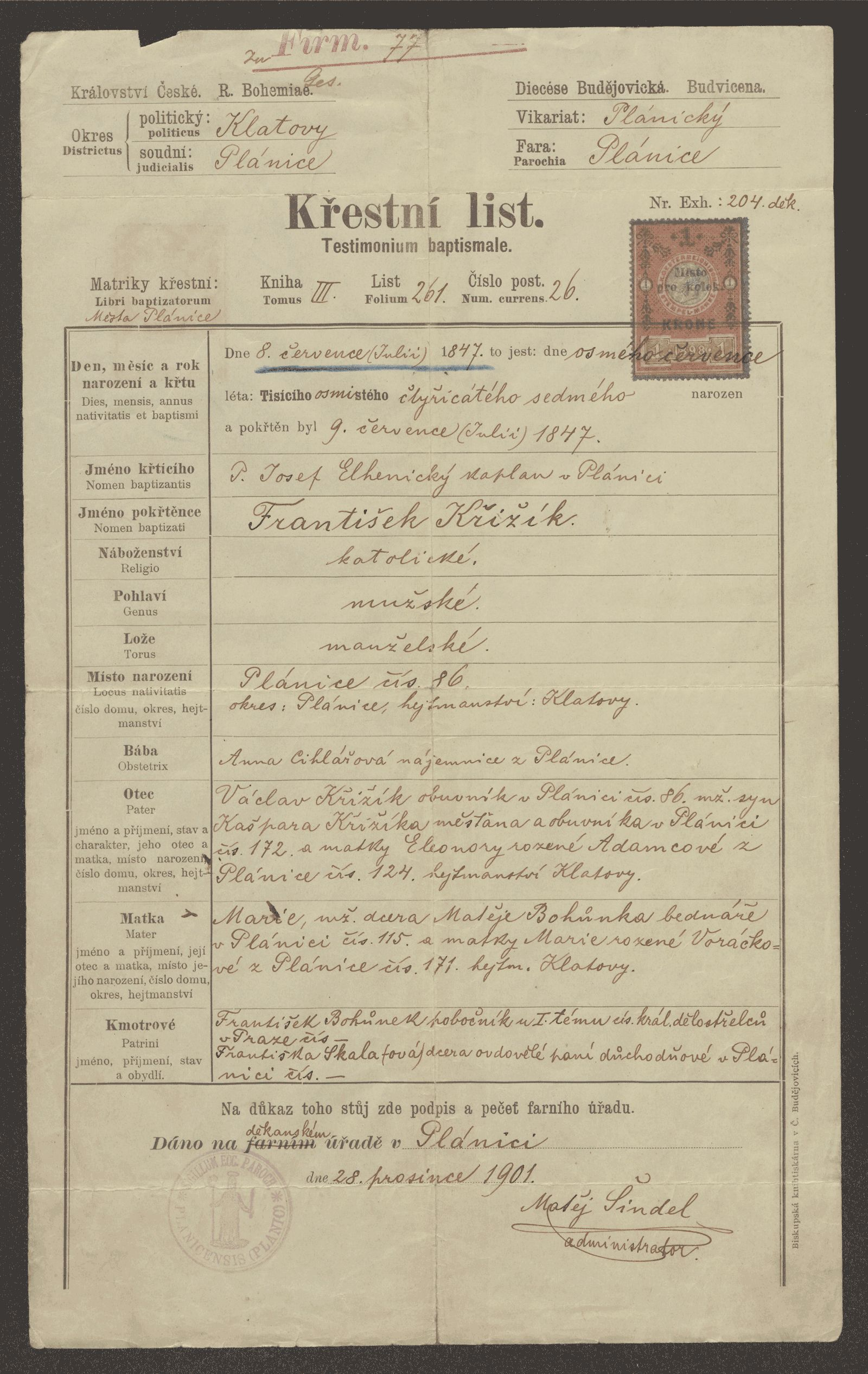
František Křižík Baptismal certificate

Křižík war Sohn eines Landschneiders. In Prag besuchte er die Realschule, konnte aber die Prüfungen nicht ablegen, da ihm das Geld für die Prüfungsgebühren fehlte. Durch seine besonderen schulischen Leistungen ließ ihn Professor Carl Zenger auch ohne Matura auf das Prager Polytechnikum zu. Schon während des Studiums perfektionierte er die Steuerungen der Eisenbahnsignalanlagen. Diese Arbeiten führte er auch als Beschäftigter der Eisenbahn weiter.

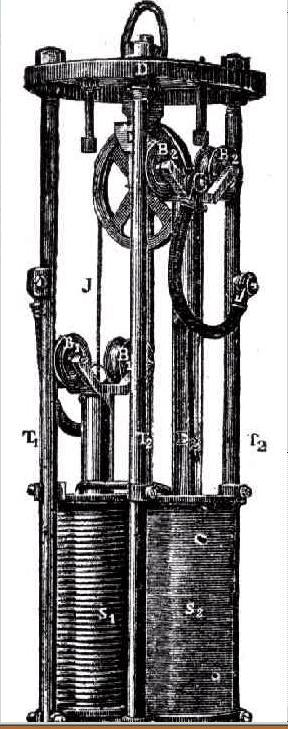
Křižíks Regulierung der Bogenlampe

1878 besuchte er die Pariser Weltausstellung und sah dort zum ersten Mal Bogenlampen. Noch im gleichen Jahr konnte er als eine wesentliche Verbesserung die automatische Regulierung zum Patent anmelden.
1881 fing er an, seine technischen Neuerungen zunächst in Pilsen, dann in Karolinenthal bei Prag selbst zu produzieren. Bereits im Jahr 1882 beteiligte er sich selbst mit seiner Bogenlampe auf der Pariser Weltausstellung, wo diese gegen Edisons Glühlampe konkurrierte und eine Goldmedaille erhielt.
1883 beteiligte er sich an der Internationalen Elektrischen Ausstellung in Wien und übernahm kostenlos die Beleuchtung des Geländes. Das brachte ihm viel Bewunderung ein.
Ab 1905 war Křižík Mitglied des österreichischen Herrenhauses. 
Křižík verpasste freilich den Anschluss an die technische Entwicklung. Er übersah, dass der Wechselstrom gegenüber dem Gleichstrom gewisse Vorteile hatte. So verlor er z. B. die Ausschreibung für ein Kraftwerk in Prag-Holešovice gegen den jungen dynamischen Ingenieur Emil Kolben, der auf die Wechselstromtechnik gesetzt hatte. In den wirtschaftlich problematischen Jahren des Ersten Weltkrieges musste er seine Firma auf Betreiben der Banken in eine Aktiengesellschaft umwandeln. Verbittert zog sich der Erfinder, der oft als der „böhmische Edison“ bezeichnet wurde, zurück.
Křižík starb im Alter von 93 Jahren und wurde er auf dem Vyšehrader Friedhof in Prag beerdigt. Sein Leichnam befindet sich im so genannten Slavín, der Ehrengruft für verdiente Persönlichkeiten des tschechischen Volkes.

## Erfindungen
1878 konstruierte er eine blockierende Signaleinrichtung.
1880 erfand er für die Piett-Papierfabrik in Pilsen einen neuen Typ einer Bogenlampe, den er 1882 zum Patent anmeldete, nachdem er bereits im Vorjahr im Pilsner Theater zu Beleuchtung der Bühne verwendet worden war.
1888 baute er in Žižkov das erste Elektrizitätswerk in Böhmen, danach weitere in der ganzen Welt. Daneben begann er mit der Herstellung elektrischer Geräte: Dynamos, Bogenlampen sowie Glühlampen und Installationsmaterial.

## Pionier des elektrischen Schienenverkehrs

### Pilsen: Städtische Straßenbahn
Im Jahre 1892 wurde Křižík von der Pilsner Stadtvertretung aufgefordert, ein Projekt für die Errichtung einer städtischen Straßenbahn auszuarbeiten. Ein Jahr später legte Křižík den Entwurf für eine elektrische Bahn in der königlichen Kreisstadt Pilsen (Návrh pro elektrickou dráhu městskou v královském krajském městě Plzni) vor. Bei der Auftragserteilung erhielt Křižík den Großteil der Arbeiten (Gleise, Elektrizitätswerk, elektrische Ausstattung der Triebwagen), weiter beteiligten sich die Betriebe Škoda (Dampfkessel für das Elektrizitätswerk) und Václav Brožík a syn (Triebwagen). Am 29. Juni 1899 wurde der Straßenbahnverkehr in Pilsen mit zwanzig Triebwagen aufgenommen. Křižík war damit maßgeblich an der Gestalt des Pilsner Stadtverkehrs beteiligt.

### Prag: Die Letná-Straßenbahn zum Ausstellungsgelände
Siehe: Letná-Straßenbahn
Ein weiterer Plan war, in Prag eine elektrische Straßenbahn zu bauen. Křižík erhielt allerdings keine Konzession hierzu, da die Prager Pferdebahn das Monopol besaß. So konnte er nur für die im Jahre 1891 stattfindende Jubiläumslandesausstellung des Königreichs Böhmen eine Straßenbahnlinie von Letná zum Ausstellungsgelände bauen. Sie war zwar nur 800 m lang, aber dennoch eine Sensation. Außerdem war das Areal war mit 226 Bogenlampen und mehr als 1400 Glühlampen aus Křižíks Produktion ausgeleuchtet und er ließ für die Ausstellung eine Lichtfontäne, einen mit Lampen angestrahlten Springbrunnen, errichten. Die Bahn war ein Privatunternehmen und fuhr in den Sommermonaten bis zum Jahr 1900.

### Prag: Straßenbahn Florenc–Vysočany
Schon 1896 konnte eine 8 km lange Straßenbahnlinie Florenc – Karlín – Libeň – Vysočany in Betrieb genommen werden. Betreiberin war die Gesellschaft „Křižíkova soukromá Elektrická dráha Praha – Libeň – Vysočany“ (Křižíks private elektrische Bahn Praha – Libeň – Vysočany). Die Strecke durchfuhr mehrere Vororte nördlich des Stadtkerns und beförderte jährlich 2 Millionen Passagiere.

### Lokalbahn Tábor–Bechyně
1903 baute er eine 24 km lange Eisenbahnstrecke von Bechyně nach Tábor. Es war die erste elektrisch betriebene Eisenbahn in ganz Österreich-Ungarn.

### Elektrifizierung der Pferdebahn über die Prager Karlsbrücke
1883–1905 verkehrte über die Karlsbrücke die Pferdebahn. Mit der Elektrifizierung dieser Strecke zögerte man lange Zeit, denn die klassische Oberleitung hätte die historische Form der Brücke beträchtlich gestört. Auf František Křižíks Vorschlag wurde die Stromzufuhr mittels spezieller, zwischen den Schienen angebrachten, Kontakte eingebaut. Der elektrische Straßenbahnverkehr über die Karlsbrücke wurde im September 1905 aufgenommen. Das System war allerdings ziemlich störanfällig, zudem gefährdete der Verkehr den Bestand der Brücke sowie der Statuen, so dass man sich schon 1908 zur Einstellung des Straßenbahnverkehrs auf der Karlsbrücke entschloss.

## Hybridelektrokraftfahrzeuge

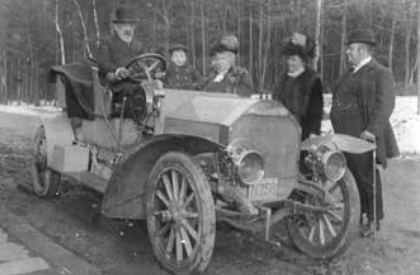
Hybrid-Automobil auf der Basis des Laurin & Klement E, 1908, Quelle: Škoda Muzeum

1895 baute er auf der Basis eines Landaulet ein Elektrofahrzeug, das über einen Elektromotor und ein Planetengetriebe die hintere Achse antrieb. Die Batterie war im hinteren Teil des Wagens untergebracht. Die Steuerung des Fahrzeuges erfolgte über einen Handhebel sowie ein Pedal. Diese Konstruktion wurde später in eine Hybridkonstruktion umgewandelt; zwei Elektromotoren trieben über eine Kette jeweils ein Hinterrad an. Zudem wurde ein kleiner Benzinmotor mit einem Generator eingebaut, der die Batterie aufladen konnte.
1908 wurde in einem Laurin & Klement E ein Getriebe durch einen Elektromotor ersetzt. Den Strom dafür lieferte ein mit dem Benzinmotor des Wagens gekuppelter Generator. Eine Batterie war für diese Konstruktion nicht mehr nötig.

## Ehrungen und Mitgliedschaften
In seinem Geburtshaus in Plánice ist ein kleines Museum untergebracht. Die Ausstellung umfasst Fotos, Kopien von Patenturkunden und eine funktionsfähige Bogenlampe.
In mehreren Städten sind Straßen nach ihm benannt. In Prag trägt die U-Bahn-Station Křižíkova seinen Namen.
Der Asteroid (5719) Križík wurde im November 1999 nach ihm benannt.
Seit Dezember 2008 ist ein EuroCity-Zugpaar zwischen Bratislava und Prag nach František Křižík benannt.
Křižík war ein Mitglied im Bund der Freimaurer, er gehörte der Loge Sibi et posteris in Prag an.